# Château Kapetanovo
Le château Kapetanovo (en serbe cyrillique : Дворац Капетаново ; en serbe latin : Dvorac Kapetanovo) est situé à Stari Lec, dans la province de Voïvodine, dans la municipalité de Plandište et dans le district du Banat méridional, en Serbie. Il est inscrit sur la liste des monuments culturels de grande importance de la république de Serbie (identifiant no SK 1138).

## Localisation
Le château Kapetanovo est situé près de la route Vršac–Zrenjanin, à environ 2 km au sud-ouest du village de Stari Lec,.

## Historique

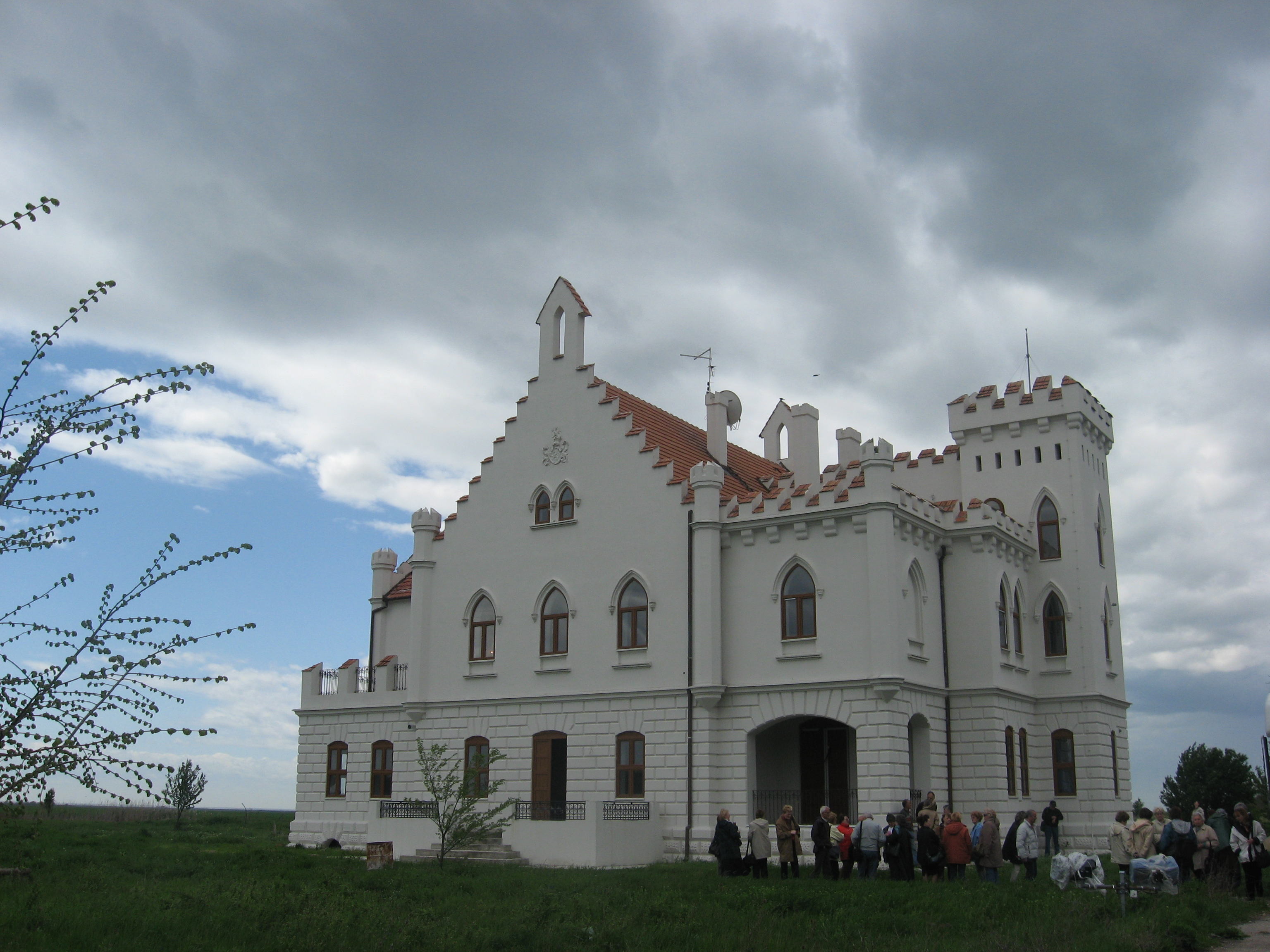
Autre vue du château avec des touristes

Le château a été construit en 1904 pour l'ispán (préfet) du comitat de Torontál Béla Botka qui voulait une résidence bâtie à la ressemblance d'un château médiéval et qui a pris l'aspect d'un château de style néo-gothique,.
Après avoir perdu la plus grande partie de sa fortune au jeu, Botka décide de vendre le château pour rétablir sa situation financière. Informée de ses intentions, sa femme Ema bouleversée, le 2 août 1938, monte sur la plus haute tour de Kapetanovo, verse sur elle de l'essence et s'immole par le feu,.
En 1938, Kapetanovo est vendu au riche marchand Franc Maj qui en fait la plus grande partie de la dot de sa fille. Après le mariage, elle et son mari Milan Kapetanov s'installent dans la propriété ; ils y créent des jardins et de vastes fontaines. La seule partie du château qui reste fermée est celle où Ema Botka s'est donné la mort. Milan Kapetanov est resté propriétaire du château jusqu'à la fin de la Seconde Guerre mondiale ; après la Loi sur la nationalisation, le château a été confisqué par le gouvernement communiste.

## Architecture

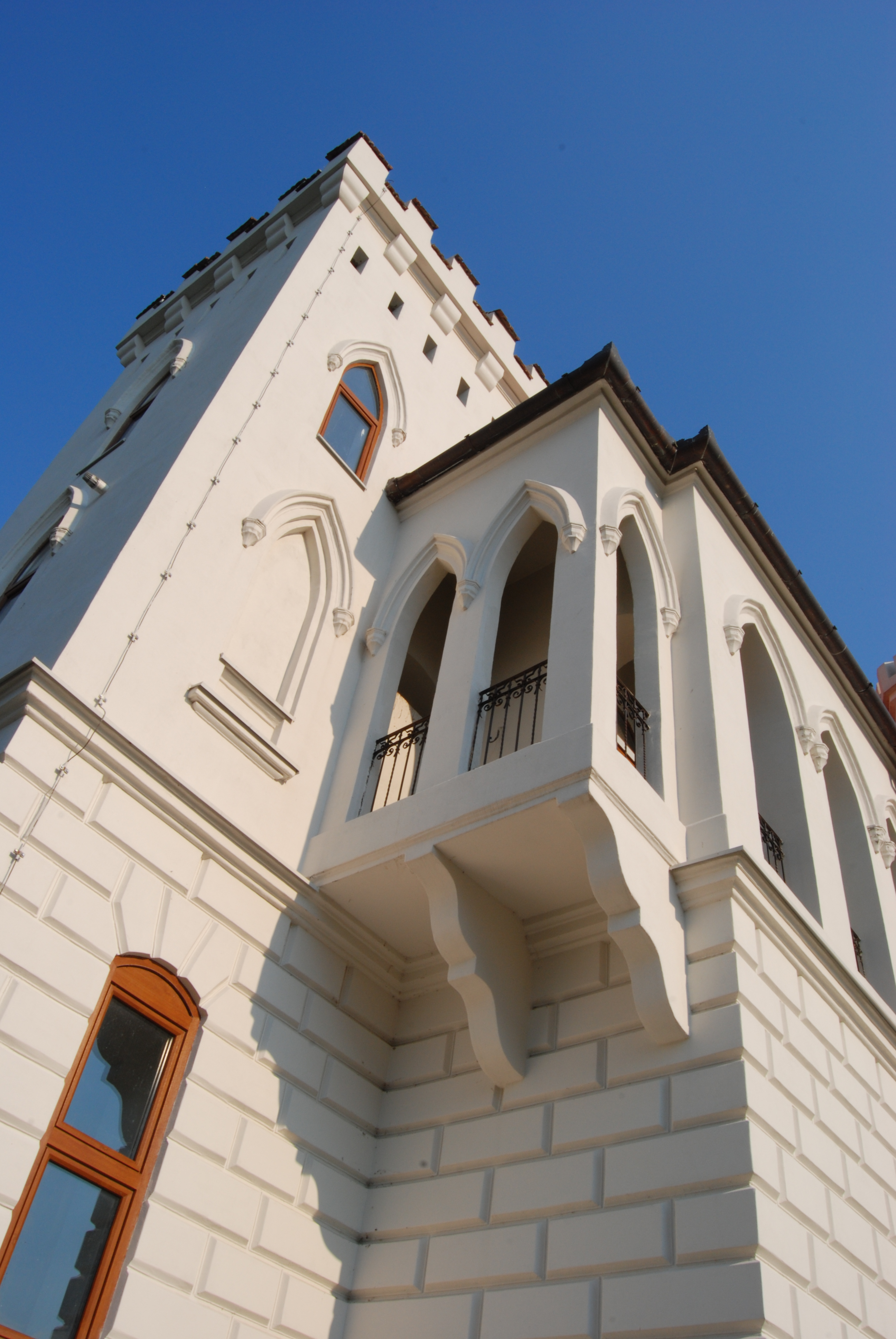
Détail

Le château se présente comme une construction asymétrique à plusieurs étages. Sur trois côtés se dressent des pignons à gradins qui s'élèvent au-dessus du toit et qui mettent en valeur des projections centrales et, à l'ouest, un grand porche en saillie. Sur le quatrième côté s'élève une haute tour carrée avec des créneaux qui imitent l'architecture médiévale ; la façade occidentale porte le blason de la famille Botka,.
Les fenêtres du rez-de-chaussée sont légèrement arquées tandis que les fenêtres de l'étage sont dotées d'arcs brisés, comme dans l'architecture gothique,. Les murs des façades sont enduits de plâtre qui, au rez-de-chaussée, est travaillé de façon à imiter de grands blocs pierre,.
Le porche de la façade ouest permet d'accéder à une grande salle centrale avec un escalier en bois et une galerie. Au rez-de-chaussée se trouvent un salon, une bibliothèque, une salle à manger et une cuisine ; les chambres sont situées à l'étage,.